# کوایچی اوسه
کوایچی اوسه (انگلیسی: Koichi Ose؛ زادهٔ ۲۷ اکتبر ۱۹۳۷) بازیگر اهل ژاپن است. او به دلیل ایفای نقش سامورایی در سامورایی (مجموعه تلویزیونی) شهرت دارد.